# 별모양화

십이각형을 별모양화해 슐레플리 기호가 {12/5}인 십이각 정다각별을 만드는 과정

별모양화(Stellation)란 2차원의 다각형의 변이나 3차원 다면체의 변 따위를 늘려 만든 도형을 말한다.
다면체를 별모양화한 입체의 개수는 규칙에 따라 달라질 수 있다. J. C. P. 밀러가 제시한 규칙에 따르면 정팔면체는 1개, 정십이면체는 3개, 정이십면체는 58개의 별모양화가 존재한다.

## 같이 보기
- 웨닝거 다면체 모델의 목록